# Lichomolgus inaequalis
Lichomolgus inaequalis är en kräftdjursart som beskrevs av Humes och Ho 1966. Lichomolgus inaequalis ingår i släktet Lichomolgus och familjen Lichomolgidae. Inga underarter finns listade i Catalogue of Life.